# 许官屯站
许官屯站是一个京沪线上的铁路车站，位于山东省德州市德城区二屯镇，邮政编码为253000。车站由北京局集团沧州车务段管辖，目前为四等站，不办理客货运业务
车站建于1942年日军占领德州期间。车站站房面积497平方米，站场设有4条股道，2座站台面积均为1400平方米。